# Karl von Einem

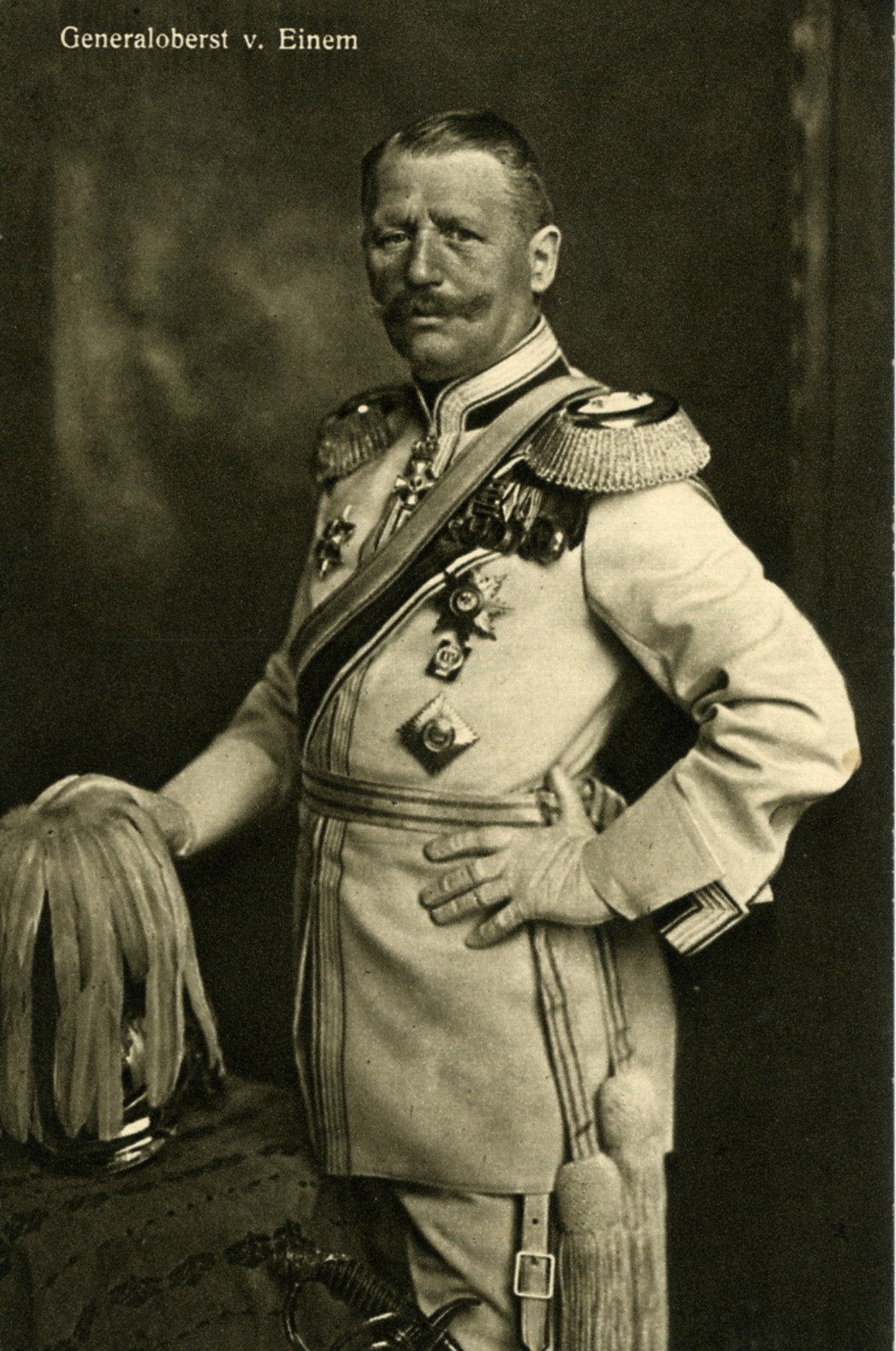
Generaloberst Karl von Einem (1910)

Karl Wilhelm Georg August Gottfried von Einem genannt von Rothmaler (* 1. Januar 1853 in Herzberg am Harz; † 7. April 1934 in Mülheim an der Ruhr) war ein preußischer Generaloberst im Ersten Weltkrieg sowie von 1903 bis 1909 Kriegsminister.

## Leben

### Herkunft
Die Adelsfamilie von Einem ist evangelisch-lutherischen Bekenntnisses. Sie entstammt dem Stadtadel von Einbeck und wird mit Johannes de Eynem, Ratsherr in Einbeck, 1284 erstmals urkundlich erwähnt. Karl war der Sohn des hannoverschen Rittmeisters George August von Einem (1822–1858) und dessen Frau Julie, geborene von Hedemann (1831–1883). Er war der ältere Bruder von Ernst von Einem.
Er besuchte Gymnasien in Celle und Hildesheim und war Kadett in Bensberg, später auf der Kadettenanstalt in Berlin.

### Militärkarriere

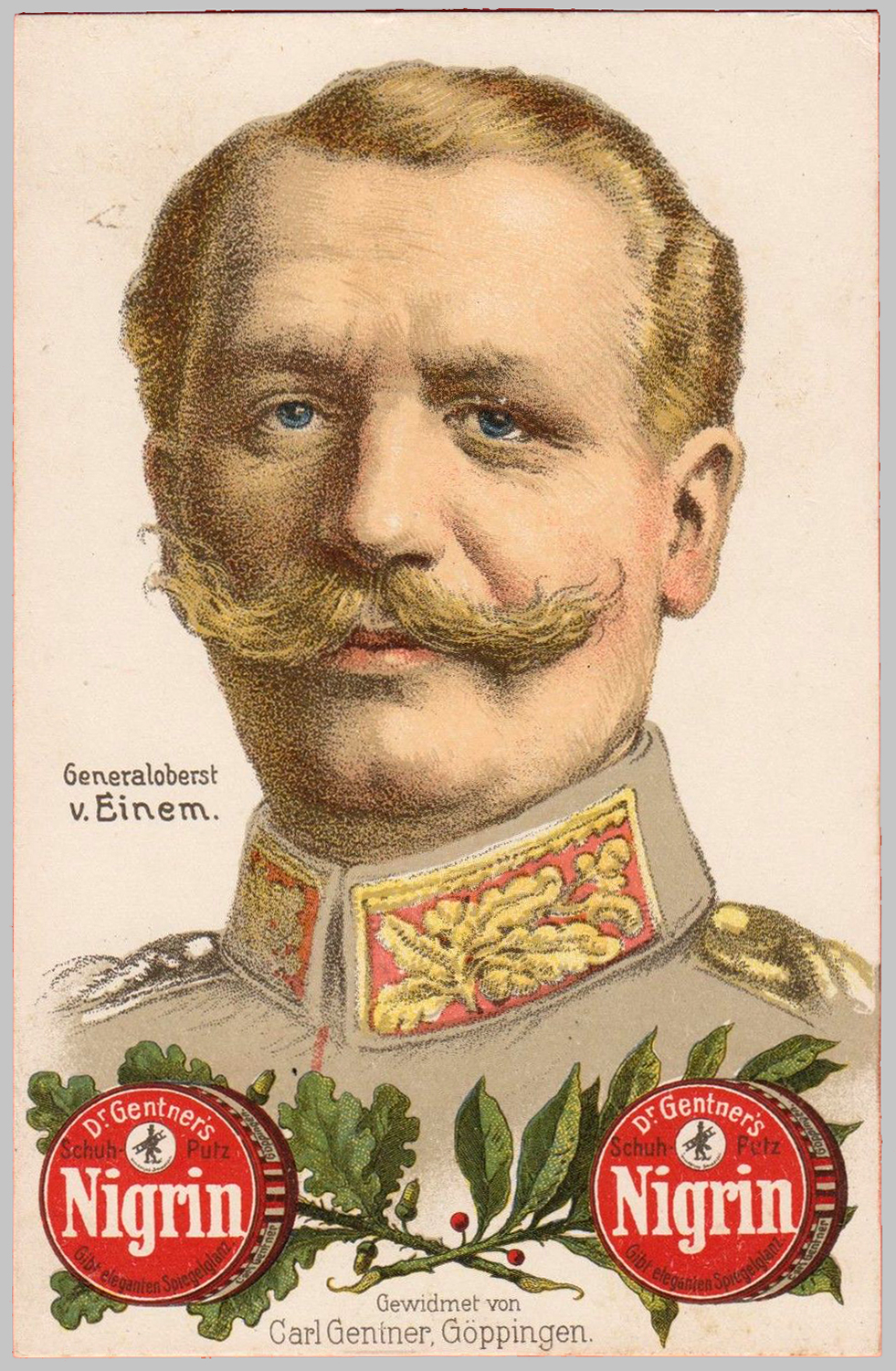
Postkarte Nummer 1 von Carl Gentner mit dem lithographierten Porträt des Generalobersts v. Einem über Eichenlaub – und zwei Dosen „Dr. Gentners Schuh-Putz Nigrin. Gibt eleganten Spiegelglanz“

Einem trat am 3. August 1870 als Fähnrich in das 2. Hannoversche Ulanen-Regiment Nr. 14 ein, mit dem er 1870/71 am Deutsch-Französischen Krieg teilnahm. Bereits während des Krieges wurde er am 12. Dezember 1870 zum Sekondeleutnant befördert und mit dem Eisernen Kreuz II. Klasse ausgezeichnet.
Von 1873 bis 1876 war er Regimentsadjutant in Verden an der Aller. In seinen Lebenserinnerungen hat von Einem diese Verdener Zeit als die glücklichste seines Lebens bezeichnet. Er wohnte in einem heute noch mit einer Gedenkplatte versehenen Wohnhaus am Paradeplatz, der 1933 anlässlich eines Besuches des 80-jährigen Generalobersten in Verden zur Einweihung der Rennbahn in „Von-Einem-Platz“ (heute „Anita-Augspurg-Platz“) umbenannt wurde.
Von 1876 bis 1880 war Einem Adjutant bei der 8. Kavallerie-Brigade in Erfurt, wohnte dort in der Kartäuserstraße 33. Nach Tätigkeit als Adjutant und Eskadronchef kam Einem anschließend in den Großen Generalstab. Von 1893 bis 1895 war er Kommandeur des in Münster stationierten Kürassier-Regiments „von Driesen“ (Westfälisches) Nr. 4. Am 18. Oktober 1895 wurde Einem zum Chef des Generalstabs des VII. Armee-Korps ernannt. Im Jahre 1900 war er mit der Organisation des deutschen Expeditionskorps während des Boxeraufstands in China betraut.
Er stand dem jungen Kaiser Wilhelm II. nahe, der seine Befähigung schon früh erkannte und ihn als Nachfolger des am 14. August 1903 zurückgetretenen Kriegsministers Heinrich von Goßler in das Amt des preußischen Kriegsministers berief. Einem war zudem auch Bevollmächtigter beim Bundesrat, Vorsteher des Ausschusses für das Landheer und die Festungen sowie Chef der Direktion des Großen Militärwaisenhauses in Potsdam.
In seiner Amtszeit als Kriegsminister reorganisierte er die Feldartillerie und führte 1908 bei der Infanterie das Maschinengewehr 08 als wesentliche Neuerung ein.
Am 17. April 1907 beantragte er bei der Reichsanwaltschaft, gegen den Rechtsanwalt Karl Liebknecht wegen dessen Schrift Militarismus und Antimilitarismus ein Strafverfahren einzuleiten. Das Verfahren endete mit einer Verurteilung Liebknechts durch das Reichsgericht wegen Vorbereitung zum Hochverrat zu eineinhalb Jahren Festungshaft. In dieser Schrift hatte Liebknecht den deutschen Militarismus heftig angegriffen, so hieß es dort beispielsweise:

„Das Geständnis des preußischen Kriegsministers von Einem, ihm sei ein königstreuer Soldat, auch wenn er schlecht schieße, lieber als ein minder gesinnungstüchtiger Soldat, auch wenn er noch so gut schieße, ist sicherlich dem tiefsten Herzen dieses Vertreters des deutschen Militarismus entsprungen.“

In einer Reichstagsdebatte im November 1907 aus Anlass der Harden-Eulenburg-Affäre äußerte er seine Abscheu vor Homosexuellen. Er wolle sich nicht in den Streit der Wissenschaftler einmischen, ob Homosexualität „vollständig natürlich“ oder „gleichberechtigt“ sei, forderte aber: „Ein solcher Mann darf nie und nimmer Offizier sein.“ Homosexuelle Offiziere forderte er auf, die Preußische Armee zu verlassen. „Nimm deinen Abschied, entferne dich, denn du gehörst nicht in unsere Reihen! Wird er aber gefaßt, … so muß er vernichtet werden“.

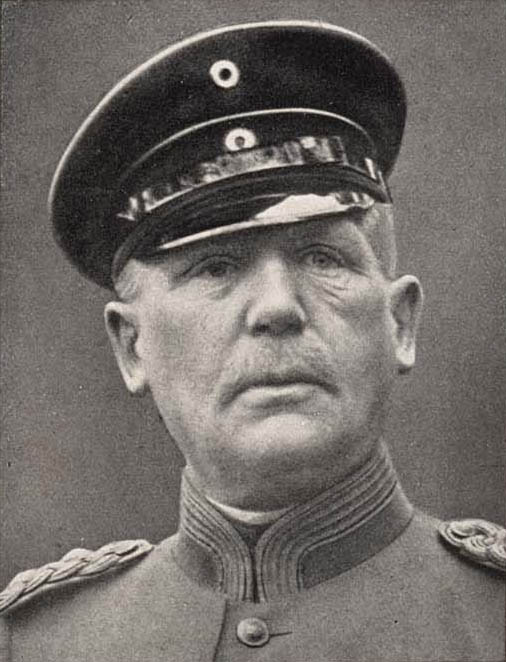
Karl von Einem im Großen Bildatlas des Weltkrieges (1916)

1909 kam er wieder nach Münster in Westfalen, nun als Kommandierender General des VII. Armee-Korps. Einem war auf diesem Posten der Nachfolger des Generals der Kavallerie Friedrich von Bernhardi und damit der 22. Kommandierende General dieses Korps. Das Korps führte er auch zu Beginn des Ersten Weltkriegs, unter anderem in der Belagerung von Lüttich (4.–16. August 1914). Nach der Marneschlacht löste er den erkrankten Generaloberst Max von Hausen als Oberbefehlshaber der 3. Armee ab, die er bis zum Ende des Krieges führen sollte. In dieser Position leitete er unter anderem die Abwehrkämpfe in der Champagne und 1918 den deutschen Angriff östlich von Reims. Kaiser Wilhelm II. ernannte ihn am 9. Oktober 1918 zum Chef des Infanterie-Regiments „Freiherr von Sparr“ (3. Westfälisches) Nr. 16 in Mülheim bzw. Cöln (heute Stadtteil von Köln). Nach dem Waffenstillstand von Compiègne übernahm er die Heeresgruppe Deutscher Kronprinz, die er zurück in die Heimat führte.

### Späte Jahre und Tod
Nach dem Krieg schrieb Einem unter anderem seine Memoiren und ein Buch über die preußische Armee. Im Oktober 1931 nahm er an der Gründungsversammlung der Harzburger Front teil. Von 1933 bis 1934 war er Vorsitzender (sogenannter „1. Bundesführer“) des Bundes der Aufrechten. Zuletzt lebte Einem in Mülheim an der Ruhr, wo er auch am 7. April 1934 um 4 Uhr morgens im Alter von 81 Jahren verstarb.

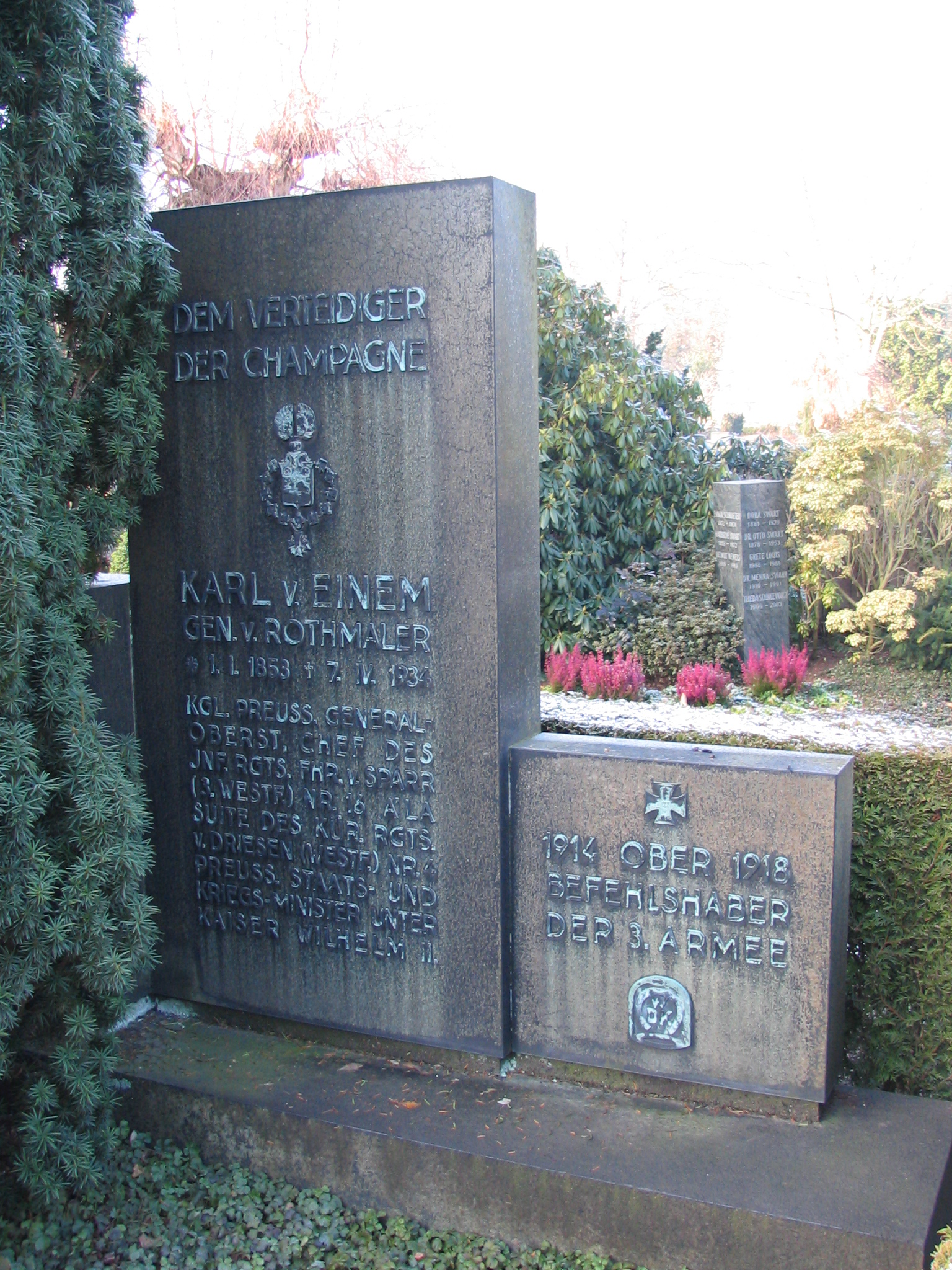
Grab Karl von Einems auf dem Zentralfriedhof Münster

Zum Staatsbegräbnis am 11. April 1934 entsandte Wilhelm II. aus dem Exil in den Niederlanden seinen Sohn Oskar. Anwesend war auch der frühere Generaladjutant des Kaisers, Karl von Plettenberg, der das ehemalige Königlich-Preußische Gardekorps vertrat. Der greise Generalfeldmarschall von Mackensen (1849–1945) nahm persönlich teil. Reichspräsident Paul von Hindenburg schickte einen Kranz.
Bestattet wurde er in Münster auf dem Zentralfriedhof (evangelisches Feld West I).

### Familie
Seine Frau Marie Amalie Auguste (1858–1928), Tochter des späteren Generals der Infanterie Louis von Rothmaler (1814–1884) und dessen zweiter Ehefrau Charlotte von Ladiges (1824–1876), lernte er in Erfurt kennen. Das Paar heiratete dort am 26. September 1877. Da diese Familie im Mannesstamm erlosch, erhielt Einem die Erlaubnis, den Zunamen von Rothmaler zu führen. Sie hatten drei Söhne, unter anderem den Sohn Günther von Einem. Über die gelähmte Tochter, um welche sich besonders Kaiser Wilhelm II. kümmerte, berichtet Einem in seiner Autobiografie.

## Kontroversen um Straßen und Plätze
Ehrungen durch Straßen- und Platzbenennungen wurden in der Bundesrepublik wiederholt kritisiert und führten schließlich in Teilen zu Umwidmungen. Den Hintergrund bildete vor allem Karl von Einems repressive Haltung gegenüber demokratischen Tendenzen und der Homosexualität, wie sie in der oben erwähnten Reichstagsdebatte zum Ausdruck kam, als er schwule Offiziere zum Austritt aus dem Militär aufforderte und ihnen widrigenfalls die „Vernichtung“ androhte. Im Ruhestand gestand er den Nationalsozialisten 1931 öffentlich zu, sich auf die Tradition Friedrichs II. berufen zu können:

„Auf Friedrich den Großen, auf seine und seines Vaters Grundsätze können und dürfen sich die Nationalsozialisten berufen, Hugenberg und seine Deutschnationalen auch, diese vielleicht noch mehr, weil sie bedingungslose Monarchisten sind.“

1933 begrüßte er folglich die Machtübernahme der Nationalsozialisten:

„Dankbar begrüßen wir deshalb das 1933 angebrochene Zeitalter der nationalen Erhebung, das von heroischen Persönlichkeiten und seiner hingebenden Gefolgschaft herbeigeführt wurde.“

Eine gutachterliche Stellungnahme zur Straßenumbenennung in Berlin und ein kurzer biographischer Abriss zur Person von Einem wurden von Rüdiger Lautmann am 12. Oktober 2010 vorgelegt. Eine weitere Stellungnahme von Günter van Norden (24. Oktober 1928 – 21. November 2018) endet mit dem Satz: „[…] dass eine solche Figur nicht durch einen Straßennamen geehrt werden sollte.“
– In Berlin-Schöneberg wurde unmittelbar nach Einems Tod 1934 eine Straße am sogenannten Generalszug beim Nollendorfplatz nach ihm benannt. In Berlin, wo er im Generalstab tätig war und später als Minister wirkte, war seit dem 13. Juni 1934 die Einemstraße im Bezirk Tiergarten bzw. Schöneberg nach ihm benannt. Sie verlief vom Nollendorfplatz zum Lützowplatz. Zuvor – von 1870 bis 1934 – war sie Teil der Maaßenstraße. Der Luisenstädtische Bildungsverein weiß über die Einemstraße zu berichten: „Der zwischen Nollendorf- und Lützowplatz gelegene Teil der Maaßenstraße wurde 1934 in Einemstraße umbenannt. 1945 war vorgesehen, die Einemstraße wieder in die Maaßenstraße einzubeziehen, diese Rückbenennung wurde jedoch durch den Magistrat nicht bestätigt. Eine Teilfläche Einemstraße / Ecke Lützowplatz erhielt am 31. März 1976 ebenfalls diesen Namen. Ein anderer Teil der Straße wurde am 11. Juni 1986 für den öffentlichen Verkehr eingezogen.“;
Die Bezirksverordnetenversammlung (BVV) Berlin Tempelhof-Schöneberg beschloss am 17. März 2010, die Umbenennung der Einemstraße zu prüfen. Die SPD begründete ihren Antrag folgendermaßen: „Karl von Einem war ein aktiver Gegner der Demokratie. In seiner Funktion als Kriegsminister rief er zum Kampf gegen die Sozialdemokratie auf und forderte im Reichstag explizit die Vernichtung homosexueller Männer.“ Gegen die Umbenennung im Berliner Bezirk Mitte legten Anwohner Widerspruch ein. Am 15. Februar 2012 beschloss die BVV Tempelhof-Schöneberg die Umbenennung in Karl-Heinrich-Ulrichs-Straße. Am 17. Dezember 2013 wurden im Bereich Schöneberg (südlicher Teil bis zur Kurfürstenstraße) die neuen Straßenschilder enthüllt. Ein Teil der Straße liegt im Ortsteil Tiergarten des Bezirks Mitte. Hier beschloss die zuständige BVV mehrheitlich am 13. Juni 2013 die Umbenennung, gegen die Stimmen der CDU. Die Umbenennung nördlich der Kurfürstenstraße erfolgte jedoch erst am 16. Dezember 2016. Der im Bezirk Tempelhof-Schöneberg liegende Teil wurde am 17. Dezember 2013 in Karl-Heinrich-Ulrichs-Straße umbenannt, der in Mitte-Tiergarten liegende Teil erhielt denselben Namen am 16. Dezember 2016.
– Die Stadt Essen hatte sich dazu entschlossen, sich von den Straßennamen Von-Seeckt- und Von-Einem-Straße zu trennen und sie in Irmgard- bzw. Ortrudstraße umzubenennen. Anwohner und Bürger protestierten jedoch gegen den Umbenennungsbeschluss und stimmten im Bürgerbegehren am 3. Februar 2013 mit fast 80 % bei 30 % Wahlbeteiligung für die Beibehaltung der bisherigen Straßennamen.
– In seiner Geburtsstadt Herzberg am Harz erinnert die Von-Einem-Straße an ihn, ebenso in Münster, der Stadt, die für ihn zur Heimat wurde.
– In Verden an der Aller wurde 1933 der vorherige Paradeplatz in „Von-Einem-Platz“ umbenannt. Einem hatte 1873/76 als Leutnant am damaligen „Paradeplatz“ gewohnt. Die Ehrung von Einems als Namenspatron für den Platz wurde nach einer sehr emotionalen Debatte im Stadtrat 1990 mit knapper Mehrheit wieder entzogen. 1990 erfolgte die Umbenennung in Anita-Augspurg-Platz, eine in Verden geborene Frauenrechtlerin. Karl von Einem wurde vom Stadtrat aufgrund einiger Formulierungen in seinen 1933 erschienenen Lebenserinnerungen als „Steigbügelhalter des Nationalsozialismus“ bewertet.

## Stellungen und Beförderungen
- 1870 Offizierspatent und Beförderung zum Sekondeleutnant
- 1873 Regimentsadjutant in Verden (bis 1876)
- 1876 Adjutant der 8. Kavallerie-Brigade in Erfurt (bis 1880)
- 1893 Kommandeur des Kürassier-Regiments von Driesen (Westfälisches) Nr. 4 in Münster (bis 1895).
- 1896 Chef des Generalstabs des VII. Armee-Korps
- 1897 Beförderung zum Oberst
- 1898 Abteilungschef im Kriegsministerium
- 1900 Direktor des Allgemeinen Kriegsdepartements
- 1903 Beförderung zum Generalleutnant
- 1903 Ernennung zum Kriegsminister (im Amt bis 1909)
- 1907 Beförderung zum General der Kavallerie. Stellung à la suite des Kürassier-Regiments „von Driesen“ (Westfälisches) Nr. 4
- 1909 Ernennung zum Kommandierenden General des VII. Armee-Korps
- 1914 Oberbefehlshaber der 3. Armee
- 1915 Beförderung zum Generaloberst

## Auszeichnungen (Auswahl)
- Schwarzer Adlerorden mit Kette
- Roter Adlerorden II. Klasse mit Eichenlaub und Krone
- Königlicher Kronen-Orden II. Klasse mit Stern
- Stern der Komture des Königlichen Hausordens von Hohenzollern mit Schwertern
- Rechtsritter der Johanniterordens
- Großkreuz mit Krone des Ordens Philipps des Großmütigen am 8. September 1905
- Eisernes Kreuz I. Klasse (1914)
- Pour le Mérite am 16. März 1915
- Eichenlaub zum Pour le Mérite am 17. Oktober 1916
- Komtur I. Klasse des Militär-St.-Heinrichs-Ordens am 15. Oktober 1918[20]

## Werke (Auswahl)
- 300 Jahre Armee der Freiheit. Brunnen-Verlag, Berlin 1931, OCLC 3312222.
- Erinnerungen eines Soldaten 1853–1933. F. W. Koehler, Leipzig 1933, OCLC 490460466.
- Aufruf! In: Der Aufrechte. Heft Nr. 12/1933 (Juni 1933).
- Franz Sontag (Hrsg.): Ein Armeeführer erlebt den Weltkrieg. Persönliche Aufzeichnungen des Generalobersten v. Einem. Hase & Koehler, Leipzig 1938, OCLC 601773530.